# معركة سانتا كلارا
كانت معركة سانتا كلارا سلسلة من الأحداث في أواخر ديسمبر 1958 التي أدت إلى القبض على مدينة سانتا كلارا في كوبا من قِبل قوات الثورة الكوبية تحت قيادة تشي جيفارا. كانت المعركة نصراً حاسما للمتمردين الذين يقاتلون ضد نظام الجنرال فولجنسيو باتيستا. في غضون 12 ساعة من القبض على المدينة فرَّ باتيستا من كوبا.
سافر جيفارا في 28 ديسمبر 1958 متوجها من الميناء الساحلي على طول الطريق المؤدي إلى بلدة كاماخواني، والتي تقع بين كايبيريان وسانتا كلارا. وكان في استقباله عن طريق الهتاف جموع الفلاحين. في غضون يوم عزّز الشعور بين المقاتلين المتمردين بأن النصر الشامل بات وشيكا والقوات الحكومية تحرس حامية الجيش في كاماخواني مهجورة وظائفهم دون وقوع حوادث.